# Mauer-Antonshöhe
Die Antonshöhe, früher auch Hauswurzhügel genannt, ist eine 356 m hohe Erhebung im Bezirksteil Mauer des 23. Wiener Gemeindebezirks Liesing. Dort befindet sich der aufgelassene Steinbruch Mauer-Antonshöhe der Stadt Wien, der als ältestes Industriedenkmal Österreichs bezeichnet werden kann.

## Lage und Name
Die Antonshöhe liegt im Maurer Wald. Im Norden befindet sich der Wilde Berg, im Südosten der Georgenberg und im Südwesten das Gütenbachtal. Sie wurde nach Anton Ölzelt dem Älteren benannt.

## Jungsteinzeitliches Hornsteinbergwerk
Im Steinbruch auf der Antonshöhe wurden 1929/1930 Sprengungen durchgeführt. Dabei wurden mehrere Abbauschächte (Mardellengruben) entdeckt. 
Der ehemalige Steinbruch lieferte schon in der Jungsteinzeit Rohmaterial für die Herstellung von Werkzeugen. Gewonnen wurde in Mauer-Antonshöhe Hornstein sowie Radiolarit in rötlich-braunen und grünlichen Schattierungen. Dieser Silex war ein begehrter Rohstoff und wurde weit gehandelt. Bereits vor rund 7.500 Jahren wurde Hornstein von Mauer-Antonshöhe in den umliegenden Dörfern verwendet, wie z. B. Funde aus der Siedlung Brunn am Gebirge (Niederösterreich) zeigen, die an den Beginn der Linearbandkeramik datiert.
Die Abbauschächte waren mit Abraum verfüllt. Sie dürften somit spätestens in der Zeit der Bemaltkeramik/Lengyel-Kultur (4.750 - 3.900 v. Chr.) angelegt worden sein. Der Abbau wurde mit Werkzeugen aus Hirschgeweih, Felsgestein sowie Geröllen, die als Schlag- und Klopfsteinen dienten, betrieben. Gegen Ende der Bemaltkeramik wurden in den zugeschütteten Schächten in sieben Gräbern zwei Männer, drei Frauen und zwei Kinder bestattet. 
Europaweit sind etwa 100 Bergbaue nachgewiesen, in denen verschiedene Silexvarietäten abgebaut wurden.
Die archäologische Untersuchung übernahm Josef Bayer von der Prähistorischen Abteilung des Naturhistorischen Museums Wien. Ein ihm gewidmeter Gedenkstein ist beim Rasthaus Schießstätte am Wilden Berg aufgestellt. Im Jahr 1929 wurde in Mauer die Feuersteingasse nach der archäologischen Stätte benannt.